# 서울서초우체국
서울서초우체국(서울瑞草郵遞局)은 대한민국 서울특별시 서초구 양재동에 있는 우편·금융업무를 담당하는 우정사업본부 서울지방우정청 소속기관이다.

## 연혁
- 1991년 2월 1일: 서울서초우체국 개국
- 1991년 12월 28일: 소속국 서울교육대우체국 개국
- 1995년 11월 20일: 소속국 대법원우체국 개국
- 1999년 1월 1일: 소속국 대법원, 이동(Mobil)우체국 폐국
- 2000년 1월 1일: 4과 1실, 10소속국
- 2001년 5월 1일: 과(실)명칭 변경(업무1과→배달서비스과, 업무2과→우편분류과, 관리과→지원과, 지도실→경영지도실)
- 2001년 5월 2일: 센트럴시티 우편취급소 개소
- 2006년 5월 1일: 강남터미널우체국(6급) 폐국[1]
- 2007년 12월 30일: 서울교육대우체국(6급) 폐국[2]
- 2008년 12월 31일: 3과 1실 8 소속우체국 및 16개 우편취급국
- 2011년 4월 1일: 서울카톨릭의대우체국을 서울가톨릭의대우체국으로 명칭 변경[3]
- 2014년 1월 1일: 우편구역을 다음과 같이 고시[4]

| 배달국         | 배달구역      | 구역번호      |
| -------------- | ------------- | ------------- |
| 서울서초우체국 | 서초구 전지역 | 06500 ~ 06806 |

- 2014년 4월 7일: 서울우면동우체국 개국[5]
- 2014년 7월 4일: 서울가톨릭의과대학우체국 폐국[6]
- 2014년 7월 7일: 서울가톨릭의대우편취급국 개국
- 2017년 9월 1일: 서울센트럴시티우편취급국 폐국[7]
- 2017년 12월 29일: 서울이수우체국 폐국[8]

## 관할 우체국
| 우체국명                     | 사진 | 주소                                                         | 비고                                                                  |
| ---------------------------- | ---- | ------------------------------------------------------------ | --------------------------------------------------------------------- |
| 서울가톨릭의과대학우체국     |      | 서울특별시 서초구 반포대로 222 서울가톨릭의대우체국(반포동)  | 2011년 4월 1일 서울카톨릭의대우체국에서 명칭 변경 2014년 7월 4일 폐국 |
| 서울가톨릭의과대학우편취급국 |      | 서울특별시 서초구 반포대로 222 서울성모병원별관1층(반포동)   | 2014년 7월 7일 신설                                                   |
| 강남터미널우체국             |      | 서울특별시 서초구 반포동 19-4 강남터미널 경부선2층           | 2006년 5월 1일 폐국                                                   |
| 서울교대역우편취급국         |      | 서울특별시 서초구 반포대로 28길 72(서초3동)                  |                                                                       |
| 서울교육대우체국             |      | 서울특별시 서초구 서초1동 1650                               | 2007년 12월 30일 폐국                                                 |
| 서울대법원우편취급국         |      | 서울특별시 서초구 서초대로 219 (서초동)                      |                                                                       |
| 서울무지개아파트우편취급국   |      | 서울특별시 서초구 사임당로 151 (서초동)                      |                                                                       |
| 서울반포1동우편취급국        |      | 서울특별시 서초구 주흥1길 22 (반포동)                        |                                                                       |
| 서울반포4동우편취급국        |      | 서울특별시 서초구 서래로10길 1 (반포4동)                     |                                                                       |
| 서울반포우체국               |      | 서울특별시 서초구 신반포로19길 40 (반포동)                   |                                                                       |
| 서울반포주공우편취급국       |      | 서울특별시 서초구 서초중앙로 224 (반포동)                    |                                                                       |
| 서울방배1동우편취급국        |      | 서울특별시 서초구 방배로13길 18 (방배1동)                    |                                                                       |
| 서울방배2동우편취급국        |      | 서울특별시 서초구 방배천로2길 39-15 (방배동)                 |                                                                       |
| 서울방배3동우편취급국        |      | 서울특별시 서초구 방배로 16 (방배3동)                        |                                                                       |
| 서울방배동우체국             |      | 서울특별시 서초구 방배로 238 (방배동)                        |                                                                       |
| 서울법원청사우체국           |      | 서울특별시 서초구 서초중앙로 157 (서초동, 서울지방법원)      |                                                                       |
| 서울서초1동우체국            |      | 서울특별시 서초구 효령로60길 13 (서초동)                     |                                                                       |
| 서울서초2동우편취급국        |      | 서울특별시 서초구 서운로 19 (서초2동)                        |                                                                       |
| 서울서초3동우체국            |      | 서울특별시 서초구 반포대로 99 (서초3동)                      |                                                                       |
| 서울서초구진우편취급국       |      | 서울특별시 서초구 효령로 224 (서초3동)                       |                                                                       |
| 서울가정행정법원출장소       |      | 서울특별시 서초구 강남대로 193 (양재동)                      |                                                                       |
| 서울센트럴시티우편취급국     |      | 서울특별시 서초구 신반포로 176 (반포4동)                     | 2017년 9월 1일 폐국                                                   |
| 서울신반포우편취급국         |      | 서울특별시 서초구 신반포로 177 (잠원동)                      |                                                                       |
| 서울양재동우체국             |      | 서울특별시 서초구 강남대로41길 8(서초동 1358-8) 태연빌딩 1층 |                                                                       |
| 서울양재우성우편취급국       |      | 서서울특별시 서초구 강남대로23길 26 (양재1동)                |                                                                       |
| 서울우면동우체국             |      | 서울특별시 서초구 태봉로 58                                  | 2014년 4월 7일 신설                                                   |
| 서울이수우체국               |      | 서울특별시 서초구 신반포로 10 (반포동)                       | 2017년 12월 29일 폐국                                                 |
| 서울잠원한신우편취급국       |      | 서울특별시 서초구 강남대로95길 41 (잠원동)                   |                                                                       |
| 서울진흥우편취급국           |      | 서울특별시 서초구 서초대로 385 (서초동)                      |                                                                       |

## 조직
- 우편물류과
  - 발착팀
  - 특수팀
  - 물류실
  - 소포실
- 지원과
- 경영지도실
- 영업과
  - 금융영업실
  - 우편영업실